# Puerta de Llave
Puerta de Llave är en ort i Mexiko.   Den ligger i kommunen Manuel Doblado och delstaten Guanajuato, i den centrala delen av landet, 300 km nordväst om huvudstaden Mexico City. Puerta de Llave ligger 1 728 meter över havet och antalet invånare är 463.
Terrängen runt Puerta de Llave är huvudsakligen platt, men österut är den kuperad. Runt Puerta de Llave är det ganska glesbefolkat, med 45 invånare per kvadratkilometer. Närmaste större samhälle är Ciudad Manuel Doblado, 8,4 km sydväst om Puerta de Llave. Omgivningarna runt Puerta de Llave är en mosaik av jordbruksmark och naturlig växtlighet.